# Abenteuer des Kapitän Hatteras

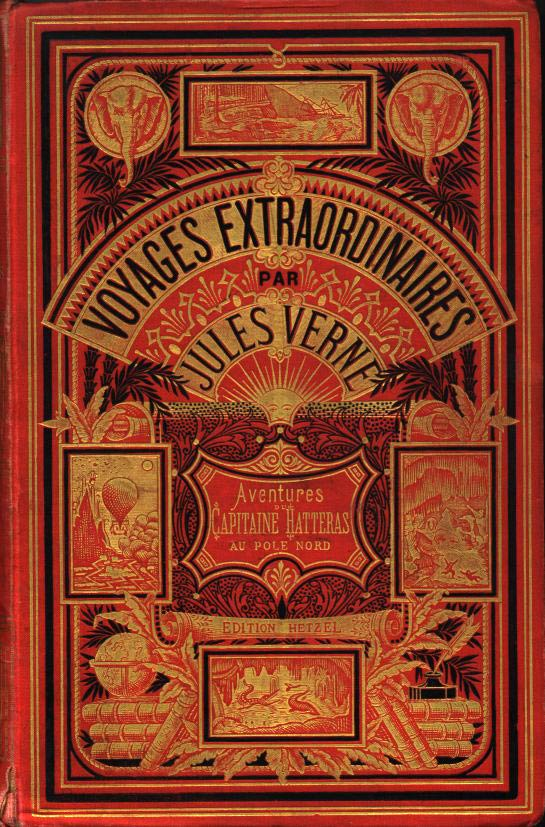
Buchdeckel der französischen Prachtausgabe

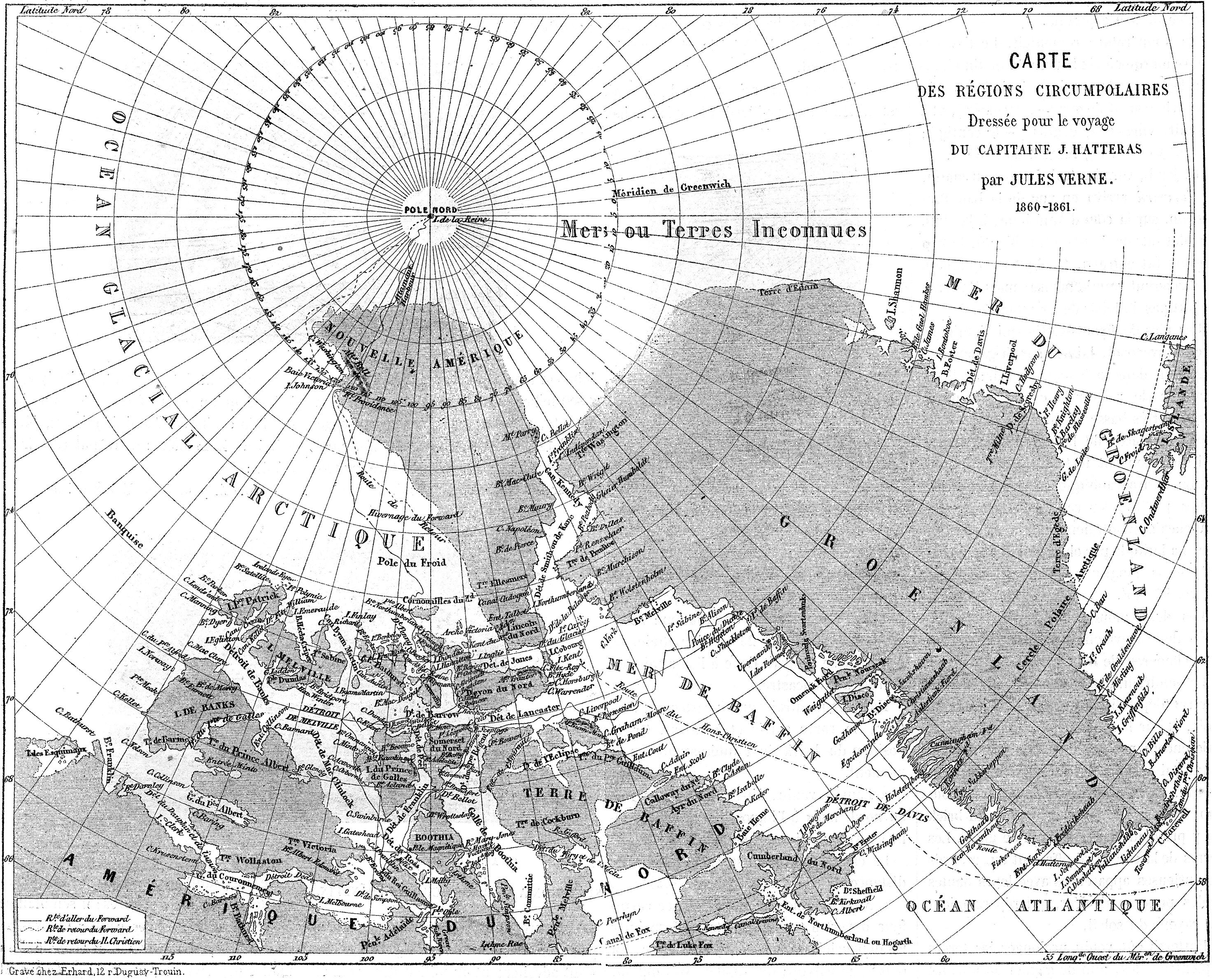
Karte der Expedition

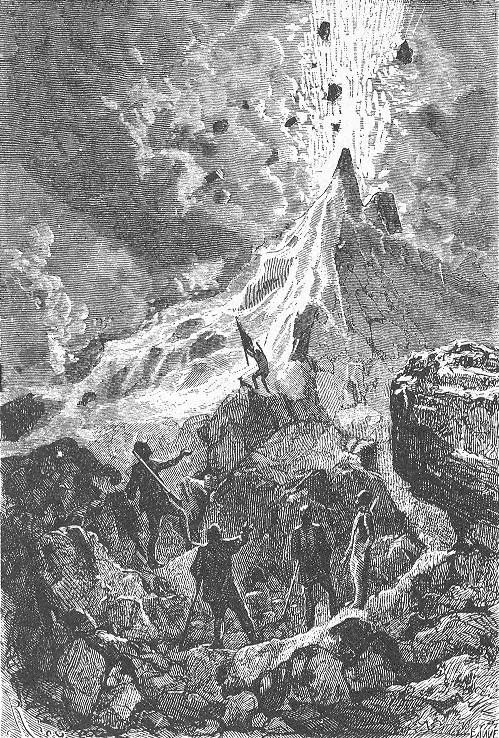
Der Vulkan (Illustrationen von Édouard Riou und Henri de Montaut)

Abenteuer des Kapitän Hatteras (auch Die Abenteuer des Kapitän Hatteras oder Reisen und Abenteuer des Kapitän Hatteras) ist ein Roman des französischen Autors Jules Verne. Der Roman wurde erstmals 1866 unter dem französischen Titel Voyages et aventures du capitaine Hatteras von dem Verleger Pierre-Jules Hetzel veröffentlicht. Die erste deutschsprachige Ausgabe erschien 1875 unter dem Titel Reisen und Abenteuer des Kapitän Hatteras.

## Handlung
Die Handlung des Romans beginnt in Liverpool. Der Kapitän Richard Shandon lässt auf Geheiß eines Unbekannten, der seine Briefe mit dem Kürzel K.Z. unterschreibt, eine Brigg bauen, die den Namen Forward erhält. Auf Wunsch des Unbekannten heuert Shandon eine Mannschaft an und übernimmt selbst den Posten des ersten Offiziers. Die Stelle des Schiffsarztes erhält der rundliche Doktor Clawbonny, der von dem Unbekannten selbst schriftlich angeheuert worden ist. Den Posten des Kapitäns hat sich der Unbekannte selbst vorbehalten.
Als der vom Unbekannten genannte Zeitpunkt, Liverpool zu verlassen, gekommen ist, erscheint ein Hund an Bord. Der Hund hat einen Brief in der Schnauze; der Brief enthält die Anweisung, Nordkurs einzuschlagen. So verlässt die Forward Liverpool, ohne dass der Kapitän an Bord gekommen ist. Die Mannschaft denkt, dass der Hund der Kapitän sei. Während der Fahrt findet Richard Shandon in seiner Kabine einen Brief mit weiteren Anweisungen; der Kapitän ist also an Bord.
Die Fahrt führt immer weiter nach Norden. Die Stimmung unter den Matrosen wird schlechter. Sie haben Angst vor dem „Hundekapitän“ und versuchen, ihn in einem Loch im Eis zurückzulassen, er kann sich jedoch befreien und kehrt an Bord der Forward zurück. Erst als eine offene Meuterei droht und die Forward im Packeis in Gefahr gerät, gibt sich der Kapitän, der in der Maske des Matrosen Gary an Bord gekommen war, zu erkennen. Durch sein besonnenes Handeln rettet er das Schiff.
Er stellt sich der Mannschaft als Kapitän John Hatteras vor. Kapitän Hatteras ist von der Idee besessen, den Nordpol zu erreichen, der seiner Meinung nach in einem eisfreien Meer (siehe auch Theorie vom eisfreien Nordpolarmeer) liegen soll. Er hat bereits mehrfach vergeblich versucht, mit einem Schiff so weit wie möglich nach Norden vorzudringen. Auf seinen Expeditionen mussten die Matrosen unsagbar leiden; von seiner letzten Expedition kehrte er als einziger Überlebender nach England zurück.
Durch das Auftauchen des Kapitäns bessert sich die Stimmung an Bord. Die Forward setzt ihre Fahrt nach Norden fort. Schließlich sind die Reisenden gezwungen, an Bord der Forward im Packeis zu überwintern. Als die Kohlevorräte an Bord aufgebraucht sind, verlassen Hatteras, Doktor Clawbonny und zwei Matrosen – Simpson und Bell – die Brigg für einen Erkundungsmarsch. Während des Marsches stirbt Simpson an den Strapazen. Die Reisenden finden den Hilferuf des Kapitäns der Porpoise, deren Wrack unweit der Forward im Packeis liegt. Kurze Zeit später finden sie den bewegungslosen Körper von Altamont, dem Kapitän der Porpoise.
Als Hatteras und seine Gefährten zur Forward zurückkehren, brennt das Schiff. Einzig der Matrose Johnson wartet bei dem brennenden Schiff auf sie. Richard Shandon und der Rest der Mannschaft haben bereits 48 Stunden vorher über das Packeis den Rückweg nach Süden angetreten; vorher haben sie das Schiff angezündet. Die Reisenden füllen in den Trümmern der Brigg ihre Vorräte auf und begeben sich auf die Suche nach dem Wrack der Porpoise, das sie nach langen, qualvollen Tagen auch finden.
Sie überwintern in einem großen Iglu, das sie nahe der Porpoise bauen. Altamont ist schon während des Marsches über das Eis wieder zu Kräften gekommen. Wie Hatteras versucht auch der Amerikaner Altamont den Nordpol zu erreichen; sie beschließen, gemeinsam nach Norden vorzudringen. Während der langen Wintermonate erholen sich die Reisenden. Die Winterruhe wird lediglich durch eine Invasion von Eisbären unterbrochen.
Im Frühjahr setzen sie ihren Marsch nach Norden fort. Sie erreichen – wie von Hatteras vorhergesagt – ein offenes, eisfreies Meer und schiffen sich auf der mitgeschleppten Schaluppe der Porpoise ein. Die Reise nach Norden endet auf einer Vulkaninsel (siehe auch Magnetberg). Der Nordpol liegt auf dem Gipfel des noch tätigen Vulkans, wie Hatteras’ Berechnungen ergeben. Hatteras verlässt seine Gefährten. Er besteigt den Berg und versucht, auf dem Gipfel die englische Flagge zu hissen, während der Vulkan ausbricht. Als seine Gefährten ihn auf dem Gipfel finden, ist Hatteras wahnsinnig geworden.
Trotzdem gelingt es den dreien, wohlbehalten in ihre Heimat zurückzukehren. Hatteras verbringt seine letzten Jahre in einem Sanatorium, ohne seine Besucher zu erkennen oder mit ihnen zu kommunizieren. Bei seinen ausgedehnten Spaziergängen kennt er immer nur eine Richtung: nach Norden.

## Werksgeschichte
Die Abenteuer des Kapitän Hatteras war nach Fünf Wochen im Ballon und dem zu seinen Lebzeiten unveröffentlicht gebliebenen Paris im 20. Jahrhundert Vernes dritter Roman. Er entstand im Laufe des Jahres 1863. Der Vorabdruck von Voyages et aventures du capitaine Hatteras erfolgte vom 20. März 1864 bis zum 5. Dezember 1865 in der Zeitschrift Magasin d’Éducation et de Récréation. Die Buchausgabe wurde am 4. Mai 1866 im Verlag von Pierre-Jules Hetzel in zwei Teilen veröffentlicht. Der erste Teil trägt den Titel Les Anglais au Pole Nord (Die Engländer am Nordpol), der zweite Teil trägt den Titel Le Désert du Glace (Die Eiswüste). Am 26. November 1866 folgte unter dem Titel Voyages et Aventures du capitaine Hatteras. Les Anglais au pôle Nord. Le Désert de glace eine mit 259 Zeichnungen von Édouard Riou und Henri de Montaut illustrierte Ausgabe. Die erste deutsche Übersetzung erschien 1875.
Im Auftrage Hetzels würdigte 1866 Théophile Gautier in einer Besprechung des Romans in der Revue des théâtres Jules Verne als ein Künstler, der jenseits von Edgar Allan Poe, Jonathan Swift und Daniel Defoe „seine eigene Ausdrucksweise gefunden und sie von Beginn an auf die höchste Stufe der Vollkommenheit geführt habe“.
Das 1871 bis 1872 gemeinsam mit Édouard Cadol (1831–1898) nach Motiven des Romans geschriebene Theaterstück Le Pôle Nord wurde nie aufgeführt. Das Manuskript des Stückes wurde erst 1991 veröffentlicht. Hatteras Sohn ist die Hauptfigur des gemeinsam mit Adolphe d’Ennery zwischen 1879 und 1882 geschriebenen Stückes Voyage à travers l’impossible. Das Stück hatte am 25. November 1882 im Théâtre de la Porte Saint-Martin Premiere. Es hatte nur mäßigen Erfolg, wurde bis 1883 gespielt und 97-mal aufgeführt.

## Verfilmungen
Die erste Verfilmung entstand 1903 unter dem Titel The Adventurous Voyage of »The Arctic« (Die abenteuerliche Fahrt der »Arctic«), bei der der Brite Walter Robert Booth (1869–1938) Regie führte. 1909 erschien Vers le Pôle Sud (Zum Südpol) (Regie und Drehbuch Louis Feuillade). Vier Jahre später wurde der Film Die Entdeckung des Nordpols (Originaltitel: À la conquête du pôle) veröffentlicht, für den Georges Méliès das Drehbuch schrieb und auch die Regie innehatte.